# Pangcha
Pangcha (nep. पाङचा) – gaun wikas samiti we wschodniej części Nepalu w strefie Kośi w dystrykcie Bhojpur. Według nepalskiego spisu powszechnego z 2001 roku liczył on 488 gospodarstw domowych i 2670 mieszkańców (1368 kobiet i 1302 mężczyzn).